# جهاد هديب
جهاد محمد هديب (مواليد 14 أكتوبر 2000) لاعب كرة قدم قطري يجيد اللعب في حراسة المرمى مع نادي أم صلال في دوري نجوم قطر.

## مسيرة اللاعب
لعب في نادي السد ونادي الخور ونادي أم صلال.

## روابط خارجية
- جهاد هديب على موقع قاعدة بيانات كرة القدم.إي يو (الإنجليزية)
- جهاد هديب على موقع Soccerway.com (الإنجليزية)
- جهاد هديب على موقع كووورة